# Vuelo 181 de Lufthansa
El vuelo 181 de Lufthansa fue un avión de pasajeros Boeing 737-230C (reg. D-ABCE) denominado Landshut que fue secuestrado la tarde del 13 de octubre de 1977 y fue ejecutado por cuatro miembros del Frente Popular para la Liberación de Palestina (FPLP), bajo la dirección del grupo terrorista alemán Fracción del Ejército Rojo (RAF, siglas de su nombre en alemán Rote Armee Fraktion), que se autodenominaron Comando Mártir Halima. El objetivo del secuestro era asegurar la liberación de los líderes de la Facción del Ejército Rojo encarcelados en las cárceles alemanas. El avión, que realizaba el vuelo 181 entre Palma de Mallorca y Fráncfort del Meno, después de cinco días de drama con escalas en los aeropuertos de Roma, Lárnaca (Chipre), Manama (Baréin), Dubái y Adén (Yemen), fue liberado por un comando alemán antiterrorismo de la GSG 9 el 18 de octubre en el Aeropuerto de Mogadiscio, capital de Somalia. Como resultado de esta intervención se registró la muerte de tres de los terroristas y se salvaron los rehenes con excepción del capitán del vuelo, el piloto Jürgen Schumann, quien había sido herido mortalmente por el jefe de los terroristas un día antes.
El secuestro del avión y la liberación posterior de los rehenes en la denominada "operación Feuerzauber" (término alemán para "Hechizo de fuego"), gracias al asalto del grupo antiterrorista de élite alemán GS-G9, creado por Hans-Dietrich Genscher a raíz de la matanza en las Olimpiadas de Múnich en 1972, y considerado como el mejor del mundo, forman parte del denominado "Otoño Alemán": dos meses, septiembre y octubre de 1977, en los que la República Federal Alemana se vio salpicada por una serie de ataques terroristas a cargo de la RAF. Este atentado se dio en estrecha conexión con el secuestro de Hanns Martin Schleyer, en ese entonces presidente de la Confederación Alemana de Patronales, por parte de la RAF un mes atrás. Dado que el canciller federal Helmut Schmidt se negaba a ceder a la exigencia de los secuestradores de intercambiar a camaradas presos por Schleyer, la RAF decide emprender un nuevo atentado, esta vez de mayores consecuencias, para presionar más al gobierno federal. Es así como, en cooperación con el FPLP, planean el secuestro del avión. Dos años antes ya se había producido una colaboración germano-árabe similar para perpetrar el atentado terrorista contra la sede de la OPEP en Viena en 1975.
La exitosa liberación de los rehenes y la muerte de los secuestradores en Mogadiscio provocó el suicidio desesperado de los terroristas de la cúpula de la RAF presos, Andreas Baader, Gudrun Ensslin y Jan-Carl Raspe, en la que se conoce como la "Noche de Stammheim". A consecuencia de esto, la RAF asesina inmediatamente a Hanns Martin Schleyer en venganza, aunque sin beneficio alguno y con la pérdida de algunos de sus miembros más importantes.

## Tripulación del Vuelo
Dos tripulantes de vuelo y tres tripulantes de cabina operaron el vuelo de ida y vuelta desde Frankfurt a Palma de Mallorca :
Jürgen Schumann (37 años)
Capitán : nacido en Colditz en 1940, expiloto de un Lockheed F-104 Starfighter de la Luftwaffe. El 16 de octubre, en el aeropuerto de Adén, después de que se le permitiera abandonar el avión para comprobar su aeronavegabilidad, fue a hablar con las autoridades del aeropuerto de Yemini. Posteriormente abordó el avión después de regresar y luego fue asesinado por el líder terrorista Akache. Galardonado póstumamente con la Cruz Federal Alemana del Mérito de primera clase, le sobrevivieron su esposa y dos hijos. El edificio que alberga la Escuela de Pilotos de Lufthansa en Bremen recibió su nombre en su honor, al igual que una calle de la ciudad bávara de Landshut. Está enterrado en Babenhausen en Hesse.
Jürgen Vietor (35 años)
Copiloto : nacido en Kassel en 1942, expiloto de la Armada alemana. Pilotó el Landshut desde Adén hasta Mogadiscio. Regresó al trabajo solo seis semanas después del secuestro, y el primer avión al que fue asignado fue el Landshut, que ya había sido reparado y devuelto al servicio. Se retiró en 1999. También fue galardonado con la Cruz Federal Alemana del Mérito de primera clase. Posteriormente devolvió la medalla en diciembre de 2008 en protesta por la liberación en libertad condicional del ex terrorista de la Facción del Ejército Rojo, Christian Klar, que había estado involucrado en el secuestro y asesinato de Hanns Martin Schleyer en 1977.[cita requerida]
Hannelore Piegler (33 años)
Jefa de azafatas. Ella estaba a cargo de la tripulación de cabina, atendiendo a los pasajeros de primera clase. Posteriormente, publicó un libro sobre el secuestro titulado "Cien horas entre el miedo y la esperanza".
Anna-Maria Staringer (28 años)
Azafata: Ella cumplió 28 años en el vuelo. Akache pidió un pastel de cumpleaños y champán a través de la radio en Dubái. El servicio de catering del aeropuerto entregó un pastel con 28 velas adornado con "Feliz cumpleaños Anna-Maria".
Gabriele Dillmann (23 años)
Azafata: La prensa alemana la apodó "el ángel de Mogadiscio" ( Engel von Mogadischu ). Al igual que Schumann y Vietor, recibió la Cruz Federal al Mérito de Alemania. Posteriormente se casó con el piloto de Lufthansa Rüdeger von Lutzau. Como Gabriele von Lutzau, ha adquirido una reputación internacional como escultora (principalmente de figuras en madera de haya ) y ha expuesto en numerosas exposiciones en Alemania y en toda Europa.

## Personal de Rescate del GSC9
Coronel Ulrich Wegener (48)
Oficial de Protección Federal de Fronteras ( Bundesgrenzschutz ) que era el oficial de enlace con el Ministerio del Interior de Alemania Occidental en el momento de la masacre de Múnich por parte de la OLP durante los Juegos Olímpicos de 1972. Posteriormente fue designado por el gobierno de Alemania Occidental para establecer y dirigir un escuadrón antiterrorista de élite. La unidad se estableció oficialmente el 17 de abril de 1973 como parte del servicio federal de guardias fronterizos de Alemania Occidental y el nombre GSG 9 significaba Grenzschutzgruppe 9 (grupo de guardias fronterizos 9) y fue elegido simplemente porque el Bundesgrenzschutz ya tenía ocho grupos fronterizos regulares. Wegener fue entrenado tanto por el SAS británico como por el israelí Sayeret Mat'kal, que eran las únicas unidades antiterroristas establecidas conocidas en el mundo en ese momento. También participó en el rescate de rehenes israelíes en la Operación Entebbe en 1976. Wegener planeó y comandó la exitosa Operación Magia de Fuego GSG 9 para rescatar a los rehenes de Landshut en Mogadiscio. Después de su retiro de GSG 9, Wegener trabajó como consultor para ayudar a establecer unidades de lucha contra el terrorismo para varios países extranjeros. Wegener era miembro del Comité de Seguridad de KÖTTER GmbH & Co. KG Verwaltungsdienstleistungen. Murió el 28 de diciembre de 2017.
Mayor Klaus Blatte (38)
Comandante adjunto del GSG 9 en 1977 y uno de los cuatro líderes del escuadrón de asalto que asaltaron el Landshut en Mogadiscio. Cuando Wegener se retiró, Blatte lo sucedió como el próximo comandante de GSG 9.
Ministro Hans-Jürgen Wischnewski (55)
Ministro de Estado de la Cancillería Federal quien fue designado por el canciller Helmut Schmidt como su enviado especial para coordinar las negociaciones políticas con los distintos gobiernos extranjeros para facilitar la liberación o rescate de los rehenes de Landshut. Debido a sus excelentes contactos y relaciones personales con los líderes árabes, la prensa alemana lo apodó "Ben Wisch". Perdió el cargo después de que la CDU recuperó el poder en 1982 y se convirtió en consultor viajero en países árabes, africanos y sudamericanos, asesorándolos sobre técnicas de negociación y políticas de pacificación para lidiar con grupos terroristas e insurgentes. Murió en 2005.
Canciller Helmut Schmidt (59)
Canciller federal alemán ( Bundeskanzler ) entre 1974 y 1982 que adoptó una postura dura e intransigente sobre el secuestro de Hanns-Martin Schleyer y el secuestro de Lufthansa 181 en 1977. Autorizó la misión GSG 9 para rescatar a los rehenes de Landshut y sus políticas antiterroristas lograron superar la amenaza de larga data que había planteado la Facción del Ejército Rojo. Tras retirarse del Bundestag en 1986, fue uno de los fundadores del comité de apoyo a la UEM y la creación del Banco Central Europeo. Murió en 2015.

## El Secuestro

La ruta del avión secuestrado

A las 11:00 de la mañana del Jueves 13 de octubre de 1977, el vuelo LH 181 de Lufthansa, un Boeing 737 llamado Landshut, despegó de Palma de Mallorca en el camino a Frankfurt con 86 pasajeros y cinco tripulantes, pilotado por el capitán Jürgen Schumann, con el copiloto Jürgen Vietor a los mandos. Unos 30 minutos más tarde, cuando sobrevolaba Marsella, el avión fue secuestrado por cuatro militantes que se hacían llamar "Comando Mártir Halima", en honor a su compañera militante Brigitte Kuhlmann, que había muerto en la Operación Entebbe el año anterior. Su líder a cargo del grupo era un terrorista palestino llamado Zohair Youssif Akache (23, hombre), quien adoptó el alias de "Capitán Mártir Mahmud". Los otros tres eran Suhaila Sayeh (24, mujer), una palestina, y dos libaneses, Wabil Harb (23, hombre) y Hind Alameh (22, mujer). Akache ("Mahmud") irrumpió enojado en la cabina, blandiendo una pistola completamente cargada en la mano. Sacó a la fuerza y echó a Vietor de la cabina, enviándolo al área de clase económica para unirse a los pasajeros y asistentes de vuelo, dejando a Schumann a cargo de los controles de vuelo. Cuando los otros tres secuestradores derribaron bandejas de comida y ordenaron a los rehenes que levantaran las manos, Mahmud obligó al capitán Schumann a volar hacia el este, a Lárnaca en Chipre, pero le dijeron que no tenían combustible suficiente y que primero tendrían que aterrizar en Roma.

### Roma
El avión secuestrado cambió de rumbo alrededor de las 2:30 p. m. (como lo notaron los controladores de tráfico aéreo en Aix-en-Provence) y aterrizó en el aeropuerto de Fiumicino en Fiumicino, Roma a las 3:45 p. m. para repostar. Los secuestradores hicieron sus primeras demandas, actuando en concierto con el grupo de la Facción del Ejército Rojo, el Comando Siegfried Hausner, que había secuestrado al industrial de Alemania Occidental Hanns Martin Schleyer cinco semanas antes, exigió la liberación de 10 terroristas de la Facción del Ejército Rojo (RAF) detenidos en el Prisión JVA Stuttgart-Stammheim más dos compatriotas palestinos detenidos en Turquía y 15 millones de dólares. El ministro del Interior de Alemania Occidental, Werner Maihofer, se puso en contacto con su homólogo italiano, Francesco Cossiga, y le sugirió que se dispararan los neumáticos del avión para evitar que se fuera. Después de consultar a sus colegas, Cossiga decidió que la solución más deseable para el gobierno italiano era eliminar el problema por completo. El avión fue reabastecido con 11 toneladas de combustible, lo que permitió a Mahmud instruir a Vietor (a quien se le había permitido regresar a la cabina en tierra en Roma después de que Schumann le pidió a Akache que trajera a Vietor de regreso a la cabina de vuelo) para despegar y volar el avión a Lárnaca a las 17:45 (5:45 p. m.) sin siquiera obtener la autorización del control de tráfico aéreo de Roma.

### Lárnaca
El Landshut aterrizó en Lárnaca, Chipre, a las 20:28 (8:28 p. m.). Después de aproximadamente una hora, un representante local de la OLP llegó al aeropuerto y por radio intentó persuadir a Mahmud para que liberara a los rehenes. Esto solo provocó una respuesta furiosa de Mahmud, quien comenzó a gritarle por el intercomunicador en árabe hasta que el representante de la OLP se rindió y se fue. Luego, se repostó el avión y Schumann pidió al control de vuelo una ruta a Beirut. Le dijeron que el aeropuerto de Beirut estaba bloqueado y cerrado para ellos y Mahmud sugirió que volarían a Damasco en su lugar. El Landshut despegó a las 22:50 (10:50 p. m.) en dirección a Beirut, pero se le negó el permiso de aterrizaje a las 11:01 p. m.. Después de que también se les negara el permiso de aterrizaje en Damasco a las 11:14 p. m., en Bagdad a las 12:13 a. m. y en Kuwait a las 12:58 a. m., volaron a Baréin.

### Baréin
Un avión de Qantas le dijo a Schumann que el aeropuerto de Baréin también estaba cerrado para ellos. Llamó por radio al control de vuelo y les dijo que no tenían combustible suficiente para volar a otro lugar y, a pesar de que le dijeron nuevamente que el aeropuerto estaba cerrado, el controlador aéreo le dio de repente una frecuencia de aterrizaje automática. Finalmente aterrizaron en Baréin a las 01:52 a. m. en las primeras horas del 14 de octubre. A su llegada, la aeronave fue rodeada de inmediato por tropas armadas y Mahmud comunicó por radio a la torre que, a menos que se retiraran, dispararía al copiloto. Después de un enfrentamiento con la torre, en el que Mahmud fijó un plazo de cinco minutos y apuntó a la cabeza de Vietor con una pistola cargada, las tropas se retiraron posteriormente. Luego se repostó el avión y despegaron hacia Dubái a las 3:24 a. m..

### Dubái
Al acercarse a Dubái, nuevamente se les rechazó y se les negó el permiso de aterrizaje. Sobrevolando el aeropuerto de Dubái en la madrugada, pudieron ver que la pista estaba bloqueada con camiones y camiones de bomberos. Al quedarse sin combustible, Schumann comunicó por radio a la torre para anunciar que tendrían que aterrizar de todos modos. Al hacer un paso bajo sobre el aeropuerto vieron que se estaban quitando los obstáculos. A las 05:40 hora local (14 de octubre), los pilotos hicieron un aterrizaje suave en la pista principal del aeropuerto al amanecer. El avión estaba estacionado en el estacionamiento alrededor de las 5:51 a. m. al amanecer.
En Dubái, los terroristas le dijeron a la torre de control que enviara personas a vaciar los tanques de los inodoros, suministrar alimentos, agua, medicinas, periódicos y llevarse la basura. El capitán Schumann pudo comunicar el número de secuestradores a bordo y especificar que eran dos hombres y dos mujeres. En una entrevista con periodistas, esta información fue revelada por el entonces ministro de Defensa de Dubái, Sheikh Mohammed. Los secuestradores se enteraron de esto, posiblemente por la radio, lo que provocó que Mahmud amenazara airadamente con matar a Schumann por compartir en secreto esta información fuera del avión secuestrado. El avión permaneció estacionado en la pista del aeropuerto de Dubái durante todo el 15 de octubre, durante el cual el avión de pasajeros experimentó problemas técnicos con el generador eléctrico, el aire acondicionado y la unidad de energía auxiliar averiada. Los secuestradores exigieron a los ingenieros que arreglaran el avión. En la mañana del domingo 16 de octubre, Mahmud amenazó con empezar a disparar contra los rehenes si no se repostaba el avión y, finalmente, las autoridades de Dubái accedieron a repostar el avión. Mientras tanto, Hans-Jürgen Wischnewski, el ministro de Alemania Occidental responsable de manejar el secuestro, y el coronel Ulrich Wegener, comandante del escuadrón antiterrorista alemán de élite GSG 9, habían llegado a Dubái para tratar de persuadir al gobierno de que aceptara, deje que los comandos GSG 9 entren en Dubái para asaltar el avión. Sin embargo, después de que se otorgó el permiso para que los comandos de GSG 9 asaltaran la aeronave, los operativos senior de SAS y GSG 9 insistieron en ejercicios de combate adicionales y pruebas en una pista de aterrizaje adyacente. Los informes sugieren que se llevaron a cabo hasta 45 horas de capacitación mientras estaban en Dubái (durante un período de 80 horas). Mientras Wegener consideraba sus opciones, los árabes reabastecieron completamente el avión de Landshut, los pilotos pusieron en marcha los motores y el avión se puso en movimiento nuevamente. A las 12:19 p. m. del 16 de octubre despegó, en dirección a Salalah y Masirah en Omán, donde nuevamente se le negó el permiso de aterrizaje con los aeropuertos bloqueados. Después de que Riad también bloqueara y cerrara su aeropuerto a los pilotos a las 2:50 p. m. de la tarde del 16 de octubre (tres días después de que comenzara el secuestro), se estableció un rumbo a Adén en Yemen del Sur, en el límite de su rango de combustible.

### Adén
Al acercarse y sobrevolar Adén, se les negó una vez más el permiso de aterrizaje con el aeropuerto cerrado, esta vez en el Aeropuerto Internacional de Adén, y las dos pistas principales fueron bloqueadas por vehículos militares. El avión se estaba quedando peligrosamente bajo de combustible, pero las autoridades del aeropuerto de Aden se negaron rotundamente a despejar las pistas para dejar que aterrizara, por lo que el copiloto Vietor no tuvo más remedio que realizar un aterrizaje de emergencia en una franja de arena casi paralela a ambas pistas. El avión permaneció en gran parte intacto, pero las autoridades de Adén dijeron a los secuestradores y pilotos que tendrían que irse, pero los dos pilotos se mostraron escépticos sobre el estado del avión después de un aterrizaje brusco en terreno accidentado, rocoso y arenoso, sintiendo que no era seguro despegar y poner en el aire al avión de pasajeros sin una previa y minuciosa inspección de ingeniería. Después de que los ingenieros afirmaron que todo estaba bien, Mahmud en consecuencia le dio permiso a Schumann para abandonar la aeronave para verificar el estado del tren de aterrizaje y los motores. Ambos motores habían ingerido una cantidad copiosamente excesiva de arena y suciedad al máximo empuje inverso, por lo que estaban obstruidos. El tren de aterrizaje no colapsó pero su estructura se debilitó y su mecanismo resultó dañado. Sin embargo, Schumann no regresó inmediatamente al avión después de la inspección, incluso después de numerosos intentos de recuperarlo de los secuestradores amenazando con volar el avión en tierra. Las razones de su prolongada ausencia siguen sin estar claras hasta el día de hoy, sin embargo, algunos informes que incluyen entrevistas con las autoridades del aeropuerto yemeníes implican que Schumann les pidió que impidieran la continuación del vuelo y que accedieran a las demandas de los terroristas.
Tras esto, Schumann regresó a la aeronave y abordó el avión para enfrentar la ira de Mahmud, quien lo obligó a arrodillarse en el piso de la cabina de pasajeros y luego le disparó fatalmente en la cabeza sin darle oportunidad de explicarse. El avión secuestrado fue reabastecido a las 01:00 horas del 17 de octubre y a las 02:02 horas, persuadido por el copiloto Jürgen Vietor, despegó de forma peligrosa y lenta de Adén rumbo a la capital somalí de Mogadiscio.

### Mogadiscio
En la mañana del 17 de octubre al amanecer, alrededor de las 06:34 hora local, el Landshut realizó un aterrizaje perfecto (pese al estado del avión) y sin previo aviso en el aeropuerto de Aden Adde en Mogadiscio. El gobierno somalí inicialmente había rechazado el permiso de aterrizaje del avión, pero cedió cuando el avión apareció en el espacio aéreo somalí, por temor a poner en peligro la vida de los pasajeros al rechazar el avión. El líder Mahmud (Akache) le dijo al copiloto Vietor que estaba muy impresionado por el logro sobrehumano de Vietor y que, en consecuencia, era libre de dejar el avión y huir, ya que el avión paralizado no estaba en condiciones de volar a otra parte. Sin embargo, Vietor optó por permanecer con los 82 pasajeros y otros tres miembros de la tripulación a bordo. Después de estacionar el avión bimotor, que estaba estacionado frente a la terminal principal del aeropuerto y rodeado a distancia por tropas somalíes armadas, el cadáver de Schumann fue arrojado del avión a través del tobogán de evacuación de emergencia trasero derecho, a la pista y se lo llevaron en una ambulancia. Durante el día, los secuestradores pidieron comida y drogas, que fueron enviadas al avión secuestrado por el gobierno somalí. Pero una solicitud somalí de que los secuestradores liberaran a mujeres y niños a bordo a cambio de los suministros fue rechazada. Se estableció un ultimátum para que los prisioneros de la RAF fueran liberados a las 16:00 hora local o el avión volaría. Después de haber derramado las bebidas destiladas libres de impuestos sobre los rehenes en preparación para la destrucción del avión, se les dijo a los secuestradores que el gobierno de Alemania Occidental había acordado liberar a los prisioneros de la RAF pero que su traslado a Mogadiscio tomaría varias horas más, por lo que acordaron extender el plazo hasta las 02:30 de la mañana siguiente (18 de octubre).

### Operación Feuerzauber
Entretanto, mientras el canciller de Alemania Occidental Helmut Schmidt intentaba negociar un acuerdo con el presidente somalí Siad Barre, el enviado especial Hans-Jürgen Wischnewski y el comandante del GSG 9 Ulrich Wegener llegaron al aeropuerto de Mogadiscio desde Jeddah en un avión Lufthansa 707 copilotado por Rüdiger von Lutzau. (Prometido de Gabriele Dillmann). En Alemania Occidental, un equipo de 30 comandos GSG 9 al mando de su comandante adjunto, el mayor Klaus Blatte, se había reunido en el aeródromo de Hangelar cerca de Bonn esperando instrucciones. Los comandos despegaron del aeropuerto de Colonia-Bonn en un Boeing 707 el lunes por la mañana (17 de octubre) con la intención de volar a Yibuti, incluyendo un breve tiempo de vuelo sobre Somalia, mientras Schmidt negociaba con los somalíes. Cuando volaban sobre Etiopía, se llegó a un acuerdo y se les dio permiso para aterrizar en Mogadiscio. La aeronave aterrizó a las 20:00 hora local con todas las luces apagadas para evitar ser detectada por los secuestradores.
Luego de cuatro horas para descargar todo su equipo y realizar los reconocimientos necesarios, Wegener y Blatte finalizaron el plan de asalto, programado para comenzar a las 02:00 hora local. Decidieron acercarse desde la parte trasera de la aeronave en su punto ciego en seis equipos usando escaleras de aluminio pintadas de negro para acceder a la aeronave a través de las escotillas de escape debajo del fuselaje y por las puertas sobre las alas. Mientras tanto, los representantes alemanes en la torre del aeropuerto le estaban entregando a Mahmud un informe ficticio sobre la marcha del viaje de los prisioneros liberados. Poco después de las 02:00, se le dijo a Mahmud que el avión que transportaba a los prisioneros acababa de salir de El Cairo después de repostar y se le pidió que proporcionara por radio las condiciones del intercambio prisionero / rehenes.
Varios minutos antes del rescate, los soldados somalíes encendieron un fuego a 60 metros (65,6 yd) frente al jet, como táctica de distracción, lo que provocó que Akache y dos de los otros tres secuestradores corrieran a la cabina para observar lo que estaba sucediendo y aislarlos de los rehenes en la cabina. A las 02:07 hora local, los comandos del GSG 9 treparon silenciosamente por las escaleras de aluminio ennegrecido y abrieron las puertas de emergencia, Wegener, a la cabeza de un grupo, abrió la puerta delantera y otros dos grupos, encabezados por el Sargento Mayor Dieter Fox y el sargento Joachim Huemmer irrumpió en la aeronave utilizando las escaleras para subir a las alas y abrió ambas puertas de emergencia al mismo tiempo. Gritando en alemán a los pasajeros y la tripulación que bajaran al suelo, los comandos dispararon y mataron a dos de los terroristas (Wabil Harb y Hind Alameh) e hirieron a Zohair Akache y Suhaila Sayeh. Akache murió horas después a causa de sus heridas. Un comando GSG 9 resultó herido por el fuego de respuesta de los terroristas. Tres pasajeros y un asistente de vuelo resultaron levemente heridos en el fuego cruzado. Un pasajero estadounidense a bordo del avión describió el rescate: "Vi la puerta abrirse y aparece un hombre. Su rostro estaba pintado de negro y comienza a gritar en alemán "¡Estamos aquí para rescatarlos, agáchense!" [ Wir sind hier, um euch zu retten, runter! ] y empezaron a disparar ".
Se desplegaron las rampas de escape de emergencia y se ordenó a los pasajeros y la tripulación que evacuaran rápidamente la aeronave. A las 02:12 hora local, apenas cinco minutos después de que comenzara el asalto, los comandos comunicaron por radio: "¡Frühlingszeit! Frühlingszeit! " ("¡Primavera! ¡Primavera! "), que era la palabra clave para indicar el éxito la operación. Momentos después, se envió una señal de radio al canciller Schmidt en Bonn : "Cuatro oponentes caídos - rehenes libres - cuatro rehenes levemente heridos - un comando levemente herido".
Los rescatistas escoltaron a los 86 pasajeros a un lugar seguro, y unas horas más tarde todos volaron al aeropuerto de Colonia-Bonn, donde aterrizaron a primera hora de la tarde del martes 18 de octubre y recibieron una bienvenida de héroe.

## Secuelas
La noticia del rescate de los rehenes fue seguida por la muerte de los miembros de la RAF Andreas Baader, Gudrun Ensslin y Jan-Carl Raspe en JVA Stuttgart-Stammheim, en un claro asesinato por parte del Estado Alemán intentando encubrirlo como un suicidio masivo. El miembro de la RAF Irmgard Möller también intentó suicidarse, pero sobrevivió a sus heridas. El miércoles 19 de octubre, el cuerpo de Hanns-Martin Schleyer, que había sido secuestrado por la RAF unas cinco semanas antes del secuestro, fue encontrado en el maletero de un automóvil en una calle lateral de Mulhouse después de que la RAF se enterara de la muerte de sus compañeros. Se pusieron en contacto con el periódico Libération de París para anunciar su "ejecución"; un examen post mortem posterior indicó que había sido asesinado el día anterior.
Después de la crisis de Landshut, el gobierno alemán declaró que nunca volvería a negociar con terroristas (como había hecho anteriormente con los secuestradores del vuelo 649 y 615 de Lufthansa). El canciller Helmut Schmidt fue ampliamente elogiado entre los países occidentales por su decisión de asaltar el avión para rescatar a los rehenes, aunque algunos criticaron el acto por ser muy arriesgado.

## La aeronave
Mientras los secuestradores tenían el control del avión, este viajó 10 000 kilómetros (6213,7 mi). Construido originalmente en enero de 1970, el Landshut era un Boeing 737-230C (número de serie del fabricante 20254, número de línea de Boeing 230, registro D-ABCE ) con dos motores Pratt & Whitney JT8D-9A, que llevan el nombre de la ciudad de Landshut en Baviera. El avión dañado fue transportado de regreso a Alemania, reparado y devuelto al servicio a fines de noviembre de 1977, y continuó volando para Lufthansa durante 8 años más hasta septiembre de 1985, cuando el avión se vendió a la aerolínea estadounidense Presidential Airways en noviembre de 1985. Posteriormente cambió de manos varias veces.

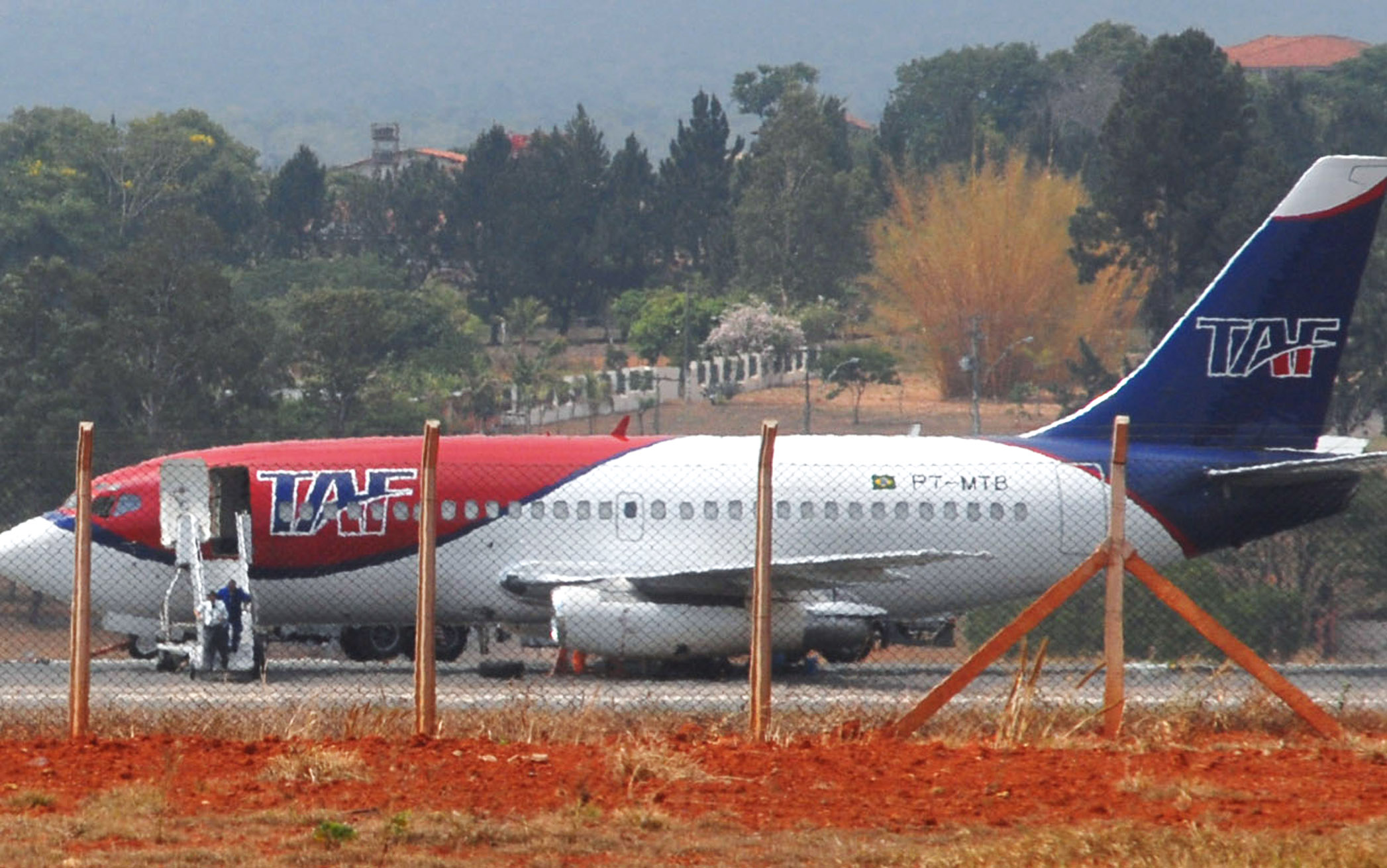
Como avión de carga para TAF, PT-MTB

Finalmente termina en la flota de la aerolínea brasileña TAF Linhas Aéreas por US $ 4.708.268 de Transmille Air Services de Kuala Lumpur. Según el contrato, TAF acordó pagar US $ 200.000 como depósito antes de recibir la aeronave, más US $ 149.250 treinta días después de la entrega del Boeing y 32 cuotas de US $ 135.000 a partir de entonces. La empresa brasileña se declaró en quiebra y no pudo seguir pagando la deuda. TAF detuvo el servicio de la aeronave con el registro PT-MTB en enero de 2008, debido a daños graves, y la almacenó en el aeropuerto de Fortaleza durante años. El 14 de agosto de 2017, M. Kurpjuweit, después de preguntarle a Fraport sobre el desguace de más de 7 aviones abandonados en el aeropuerto, el grupo de expiloto sugirió traerlo de regreso a Alemania. David Dornier, anterior director del Museo Dornier del Ministerio de Relaciones Exteriores de Alemania, acordó traerlo de vuelta como símbolo. Sabiendo esto, el Sr. Kurpjuweit ayudó al Director del museo con un proyecto de viabilidad que involucraba el transporte de la aeronave en un An-124 de Volga-Dnepr, el B737 Wreck fue adquirido a TAF por R $ 75.936 (€ 20.519) en un acuerdo con el Aeropuerto de Fortaleza Administración de los impuestos. El 15 de agosto de 2017, se envió un MD-11F D-ALCC con 8,5 toneladas de equipo y 15 mecánicos de Lufthansa Technik para desmantelar el B737. El 21 de septiembre y el 22 de septiembre de 2017 llegaron a Fortaleza un Il-76 y un An-124 de Volga-Dnepr. El An-124 llevó las alas y el fuselaje, y el Il-76 llevó los motores y los asientos de regreso a Europa, ambos llegaron a Friedrichshafen el 23 de septiembre de 2017, con una parada para repostar en Cabo Verde, con un costo total de € 10 millones pagado por Ministerio. Las piezas y el equipo más pequeños se devolvieron en dos contenedores por barco de carga. A su llegada, las partes del 737 se presentaron a unas 4000 personas en un evento especial. La aeronave Landshut estaba programada para ser restaurada y exhibida en octubre de 2019.
El avión desmontado se almacenó desde entonces en un hangar en Airplus maintenance GmbH Friedrichshafen. El plan de restaurarlo y exhibirlo con su librea original de Lufthansa de 1977 nunca sucedió. Problemas de financiación y preguntas sobre responsabilidades entre los ministerios involucrados, retrasaron el proyecto, debido a los costos (unos300 mil euros al año). En febrero de 2020, se sugirió que los restos del naufragio se transfirieran a Berlín Tempelhof, pero el Ministerio lo rechazó. Después de 3 años en un hangar, el almacenamiento y posterior destino seguía sin resolverse. No es sino hasta septiembre de 2020 que el director David Dornier transfirió las responsabilidades a Lawer Hans-Peter Rien y dejó el Museo. Él y la ministra de cultura, responsable por parte del estado, Monika Grütters (CDU) nunca llegaron a un acuerdo sobre la financiación, que estaba en suspenso.
El gobierno federal validó si la aeronave podría exhibirse en el Museo de la Fuerza Aérea en Berlín-Gatow. El plan no contó con la aprobación de historiadores y expertos, debido a la ubicación remota de la aeronave y le existencia de ninguna conexión entre el ejército alemán y el "Landshut". La CSU en el ayuntamiento sugirió llevarlo a Múnich. Se validó si el avión podía exhibirse en el antiguo aeropuerto de Munich Riem como lugar de exhibición. La ciudad debió haber abogado con la ministra de Estado de Cultura, Monika Grütters (CDU) en Berlín. El avión tiene conexión con Múnich, porque fue bautizado el 7 de agosto de 1970 en un hangar del aeropuerto de Riem en presencia de una numerosa delegación de Landshut. El plan de presentar el 737 en el Museo Dornier, después de exactamente 3 años, había terminado.

## En la cultura popular
- La canción "122 Hours of Fear" de The Screamers, grabada en 1978, se inspiró en el secuestro.
- La canción "RAF" de Brian Eno y Snatch (Judy Nylon / Patti Palladin) se creó utilizando elementos de sonido de un mensaje de rescate telefónico de Baader Meinhof disponible en el momento del secuestro.
- El secuestro y la operación de rescate de rehenes fueron retratados en dos películas de televisión alemanas: Todesspiel ( The Death Game ) en 1997[49] y Mogadischu, dirigida por Roland Suso Richter, en 2008[50]
- El secuestro y rescate también fue retratado en la serie de televisión Black Ops, temporada 2 episodio 76, titulado "Operation Fire Magic".[51]
- El videojuego de 2015 Tom Clancy's Rainbow Six Siege utilizó el vuelo 181 de Lufthansa, junto con otras operaciones históricas de extracción de rehenes, como inspiración para el juego y como investigación para hacerlo más preciso.[52]